# 藤巻忠俊
藤巻 忠俊（ふじまき ただとし、1982年6月9日 - ）は、日本の漫画家。男性。東京都出身。上智大学中退。血液型はAB型。

## 経歴
高校は東京都立戸山高等学校、大学は上智大学に進学した。大学中退後は漫画の読切作品を投稿するようになる。第36回（2006年3月期）ジャンプ十二傑新人漫画賞（審査員：空知英秋）にて、『GEKISHIN!虎徹』で最終候補。
第44回（2006年11月期）ジャンプ十二傑新人漫画賞（審査員：矢吹健太朗）に読切『黒子のバスケ』を投稿し、十二傑賞を受賞。『赤マルジャンプ』（集英社）2007 SPRINGに同作品が掲載され、漫画家デビューを果たす。
『週刊少年ジャンプ』（集英社）2009年2号より、『黒子のバスケ』を連載し、新人賞受賞作から一足飛びで連載まで漕ぎ着けた。『黒子のバスケ』は2012年4月のアニメ版放送開始を機に人気が急上昇し、当時を代表するヒット作の一つとなる。
2012年10月頃より、藤巻の関係先各所などが脅迫される黒子のバスケ脅迫事件が起こったが、2013年12月に容疑者が逮捕され終息した。
『週刊少年ジャンプ』2014年40号で『黒子のバスケ』本編の連載を終了した。その後、『少年ジャンプ+』（集英社）2014年9月22日（創刊日）から12月15日まで「黒子のバスケ番外編」を隔週連載した。また、『少年ジャンプNEXT!!』（集英社）2014 vol.6より、『黒子のバスケ EXTRA GAME』を連載開始し、2016 vol.1にて完結。

## 人物
趣味・特技は「麻雀」「ゴルフ」。好きな漫画は『SLAM DUNK』・『ジョジョの奇妙な冒険』・『3×3 EYES』。2005年頃、共に『SLAM DUNK』が「根底」にある者として高橋一郎とも仲良くなった。
歌にコンプレックスを持っている。『黒子のバスケ』連載中、アシスタントの川田にダイエット対決で負けたため、罰ゲームとして忘年会のカラオケで『黒子のバスケ』主題歌を泣きそうになりながら歌った。

## 作品
凡例
- 太字は連載作品
- 〈掲載誌〉WJ：週刊少年ジャンプ、NEXT!!：少年ジャンプNEXT!!、J+：少年ジャンプ+（いずれも集英社）
- 〈収録〉CB：黒子のバスケ オフィシャルファンブック CHARACTERS BIBLE、K：黒子のバスケ、EG：黒子のバスケ EXTRA GAME 、RL：ROBOT×LASERBEAM、KB：キルアオ

| タイトル                | 形式 | 掲載号                            | 収録 | 備考                                  |
| ----------------------- | ---- | --------------------------------- | ---- | ------------------------------------- |
| 黒子のバスケ            | 読切 | WJ 2013年26号                     | CB   | デビュー作 第44回十二傑新人漫画賞佳作 |
| 黒子のバスケ            | 連載 | WJ 2009年2号 - 2014年40号         | K    | 連載版本編                            |
| 黒子のバスケ番外編      | 連載 | J+ 2014年9月22日 - 2014年12月15日 | EG   | 本編の続編                            |
| 黒子のバスケ EXTRA GAME | 連載 | NEXT!! 2014 vol.6 - 2016 Vol.1    | EG   | 本編の続編                            |
| 黒子のバスケ×火ノ丸相撲 | 読切 | WJ 2015年50号                     | 未   | 本編と火ノ丸相撲とのコラボマンガ      |
| 前衛のアーチャー        | 読切 | WJ 2016年5・6合併号               | 未   |                                       |
| ROBOT×LASERBEAM         | 連載 | WJ 2017年16号 - 2018年30号        | RL   |                                       |
| 狐日和の紺次郎          | 読切 | WJ 2020年6・7合併号               | 未   |                                       |
| キルアオハル            | 読切 | WJ 2022年3・4合併号               | 未   |                                       |
| キルアオ                | 連載 | WJ 2023年20号 -                   | KB   |                                       |

### 原作担当
- 黒子のバスケ Replace - 『黒子のバスケ』小説版。小説：平林佐和子〈JUMP j BOOKS〉、全6巻
  - 黒子のバスケ Replace PLUS - 小説版のコミカライズ。漫画：高橋一郎。『少年ジャンプ+』2015年1月27日 - 2018年4月24日。全10巻。

### その他
- 「ジョジョ」連載25周年紀念 特別寄稿（2012年）
- 『BLEACH 13 BLADEs.』（久保帯人、2015年） 特別寄稿

## 関連人物
師匠
江尻立真
アシスタント
- 榊ショウタ[要出典]
- 川田[13]
- 高橋一郎
- 北嶋一喜[14]
- 寺坂研人[15]
- 青沼裕貴[16]
- 波切敦[17]

担当編集者
- 齊藤優[18]
- 井坂尊（2010年10月[19] - 2010年12月[20]）
- 大西恒平[21]（2011年2月 - 2012年1月）
- 嶋崎崇夫[22]（2012年2月 - 2013年6月）
- 門司健吾（2013年7月[23] - ）
- 井坂尊（2015年8月）